# Ust-Kut
Ust-Kut (en rus Усть-Кут) és una ciutat de l'óblast d'Irkutsk, a Rússia.

## Geografia
Ust-Kut es troba al sud de Sibèria, a la confluència del Lena amb el Kutà, a 260 km a l'est de Bratsk, a 515 km al nord d'Irkutsk i a 4.040 km a l'est de Moscou.

## Història
El 1631 l'ataman cosac Ivan Galkin construí un ostrog, que és l'origen de la ciutat actual. La importància militar de l'ostrog declinà durant la segona meitat del segle XVII; no obstant això, l'assentament guanyà importància com a port fluvial, com un dels principals punts de partida per al comerç pel Lena. En aquell mateix segle Ierofei Khabàrov hi descobrí aigües termals, on construí un balneari el 1925.
El 1951 el ferrocarril arribà a Taixet. La ciutat es convertí en el primer i únic port sobre el Lena amb ferrocarril, de manera que les mercaderies podien transportar-se des d'aquí a punts ubicats a la vora del riu, així com a moltes ciutats de Sibèria. El 1954 aconseguí l'estatus de ciutat.
Ust-Kut fou final de la línia ferroviària fins al 1975, quan començaren els treballs per allargar-la (línia Baikal-Amur) fins al llac Baikal, Tinda i Komsomolsk na Amure.
La ciutat també és coneguda perquè fou el lloc on estigué exiliat Lev Tolstoi el 1900.